# Олцхајм
Олцхајм (њем. Olzheim) општина је у њемачкој савезној држави Рајна-Палатинат. Једно је од 235 општинских средишта округа Ајфелкрајс Битбург-Прим. Према процјени из 2010. у општини је живјело 551 становника. Посједује регионалну шифру (AGS) 7232288.

## Географски и демографски подаци
Олцхајм се налази у савезној држави Рајна-Палатинат у округу Ајфелкрајс Битбург-Прим. Општина се налази на надморској висини од 496 метара. Површина општине износи 16,2 km². У самом мјесту је, према процјени из 2010. године, живјело 551 становника. Просјечна густина становништва износи 34 становника/km².